# Campanar (districte de València)
Campanar és un districte de la ciutat de València, capital del País Valencià. L'Ajuntament de València classifica el districte amb el número 4. Agafa el seu nom del barri i antic municipi de Campanar, del qual comprén la major part del seu antic terme.

## Geografia
Dins de la ciutat de València, el districte de Campanar es troba localitzat al punt nord-oest. Aproximadament el 30% del districte és horta amb alqueries, localitzat principalment al barri de Sant Pau. A més de l'horta, els principals pulmons verds del districte són el parc de Capçalera i el Jardí del Túria, localitzats al sud-oest i al sud respectivament. Fins a la creació del Pla Sud, el riu Túria fuïa pel sud del districte, on ara es troba el jardí homònim. El terme del districte de Campanar limita pel nord amb les pedanies de Benimàmet i Beniferri i el districte de Benicalap, a l'est amb el districte de la Saïdia, a l'oest amb els municipis de Paterna, Quart de Poblet i Mislata, i al sud amb els districtes de l'Olivereta i Extramurs.

### Barris
Campanar conté quatre barris, numerats per un ordre oficial de l'Ajuntament de València. Els barris amb la seua població, superfície i densitat són els següents:
| |          |          |          |
| \| Municipi \| Població \| Extensió \| Densitat \| \| ------------------ \| -------- \| -------- \| -------- \| \| Campanar (4.1) \| 11.573 \| 0,986 \| 116,9 \| \| Les Tendetes (4.2) \| 5.279 \| 0,258 \| 204,3 \| \| El Calvari (4.3) \| 4.985 \| 0,093 \| 529,1 \| \| Sant Pau (4.4) \| 16.899 \| 3,981 \| 43,3 \| \| Total \| 38.736 \| 5,32 \| 73,8 \| |          |          |          |
| Municipi | Població | Extensió | Densitat |
| Campanar (4.1) | 11.573   | 0,986    | 116,9    |
| Les Tendetes (4.2) | 5.279    | 0,258    | 204,3    |
| El Calvari (4.3) | 4.985    | 0,093    | 529,1    |
| Sant Pau (4.4) | 16.899   | 3,981    | 43,3     |
| Total | 38.736   | 5,32     | 73,8     |

Com es pot veure a la taula, el barri més populós és el de Sant Pau i el que menys el del Calvari, els quals també són els de més i menys extensió geogràfica respectivament. El Calvari és també el barri més densament poblat i Sant Pau el que menys.

## Història

Antic escut de Campanar

L'origen de l'actual districte es troba en un grup d'alqueries sarraïnes que, segons el Llibre del Repartiment, va ser l'any 1242 a Gaspar Despallargues per Jaume I. Per Campanar passava i continua passant la séquia de Rascanya. Fins a l'any 1507 va dependre eclesiàsticament de la Parròquia de Santa Caterina Màrtir, creant-se el mateix any la Capella de la Mare de Déu de la Misericòrdia. El 19 de febrer de 1596 es trobà una imatge mariana, passant la parròquia a dir-se de la Verge de Campanar. L'any 1836 es creà l'ajuntement de Campanar, però l'any 1897 fou annexionat a València.
Després de l'annexió a la ciutat de València, l'antic municipi de Campanar va ser integrat al districte de la Vega juntament amb altres pobles rurals recentment annexionats a València, resultant un macro-districte. Després de la guerra civil espanyola, la nova administració municipal creà un altre sistema i el territori quedà integrat en el districte del Botànic.
L'actual districte de Campanar fou creat l'any 1979 pel primer consistori demòcratic des de la guerra civil i encapçalat per l'alcalde Ricard Pérez Casado. Des de la segona mitat de la dècada del 1990, tot el districte ha patit una important transformació urbanística que ha suposat la pràctica desaparició, excepte al barri de Sant Pau, de la rica horta i les alqueries del seu voltant.

## Demografia
| Població | 16.652 | 24.348 | 31.178 | 28.697 | 36.399 | 38.736 | - |

## Transport

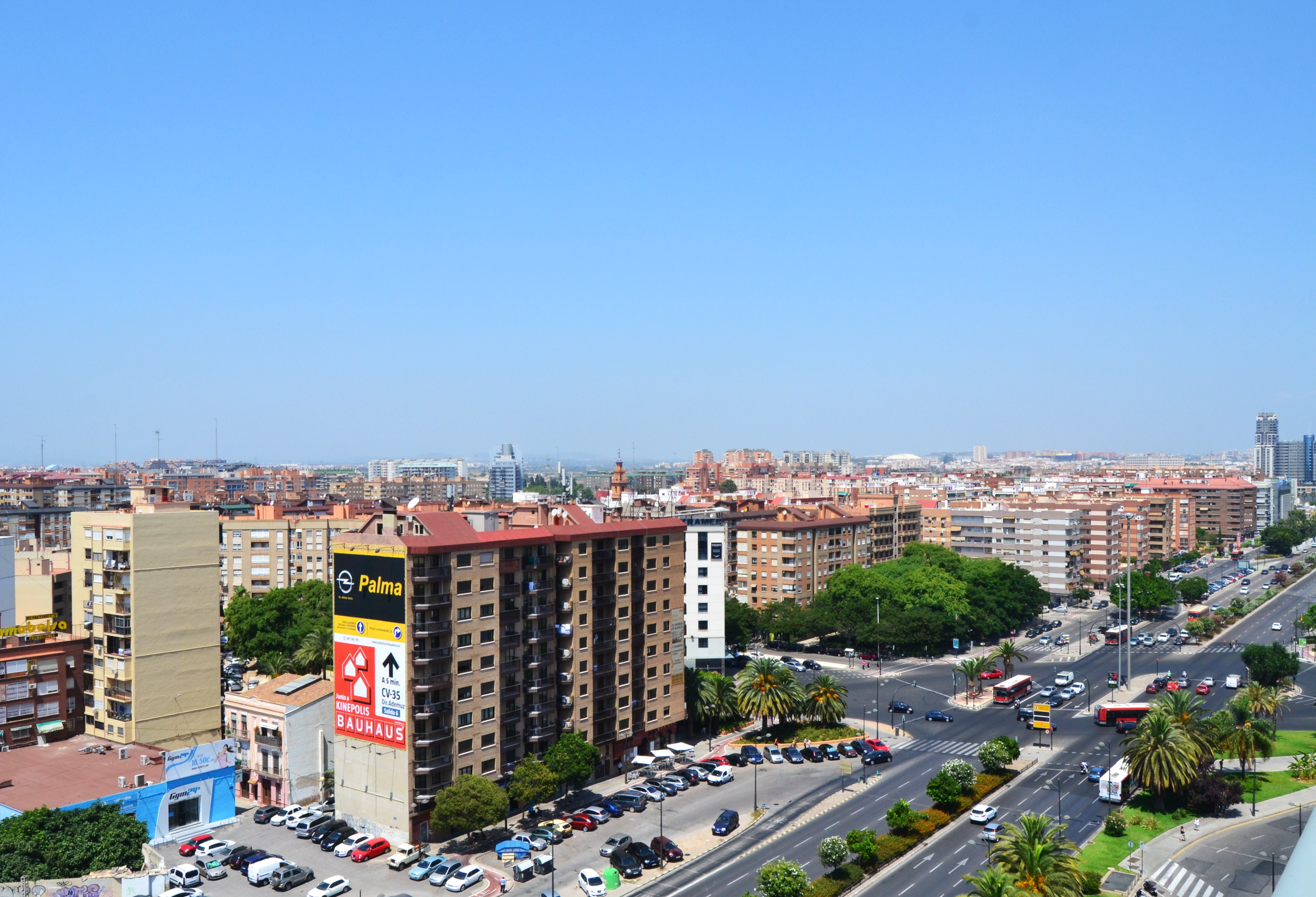
Avinguda de Pius XII, a Campanar

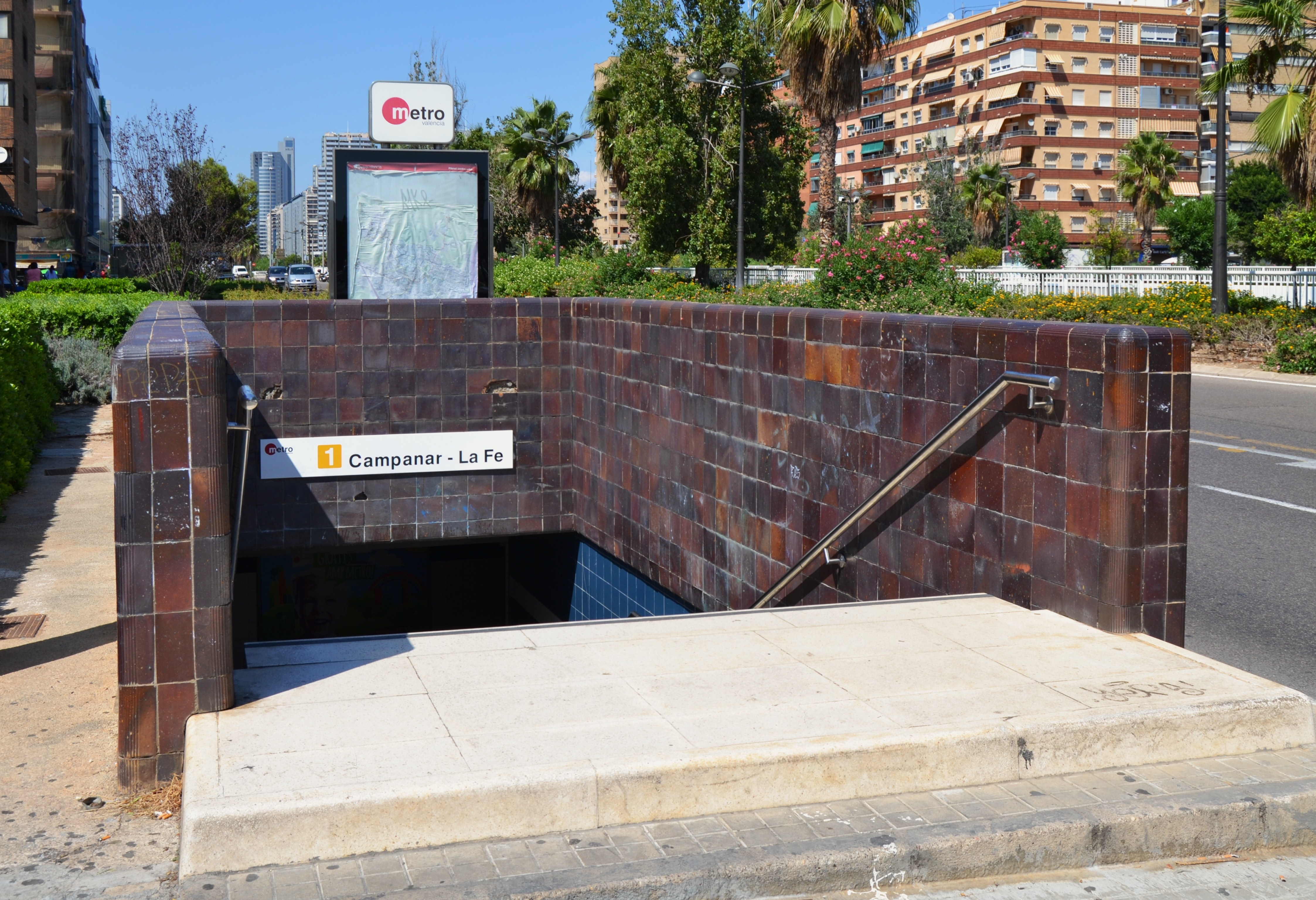
Estació de Campanar, a Pius XII

### Carretera
- Vies principals

- Avinguda de Burjassot
- Avinguda de Campanar
- Avinguda de les Corts Valencianes
- Avinguda del Mestre Rodrigo
- Avinguda de Ramón Menéndez Pidal
- Avinguda de Pius XII

- Autobus
  - Empresa Municipal de Transports de València (EMT)
  - Estació d'Autobusos de València

### Ferrocarril i Bus
- Ferrocarrils de la Generalitat Valenciana (FGV)
  - Campanar - Túria